# Merużan Nikojan
Merużan Nikojan, Meruzhan Nikoyan (orm. Մերուժան Նիկոյան ;ur. 19 listopada 1996) – ormiański i od 2015 roku argentyński zapaśnik walczący w stylu wolnym. Brązowy medalista igrzysk Ameryki Południowej w 2018. Srebrny medalista mistrzostw Ameryki Południowej w 2015 i 2017, a brązowy w 2016. Piąty na MŚ kadetów w 2013 roku.